# Elezioni regionali nel Lazio del 2013
Le elezioni regionali laziali del 2013 si sono tenute il 24 e 25 febbraio a seguito delle dimissioni del consiglio regionale. Al termine dello scrutinio è risultato eletto presidente della regione Lazio Nicola Zingaretti (Partito Democratico) con il 40,65% dei voti contro il 29,32% ottenuto dal candidato di centrodestra Francesco Storace.
Su 4.757.508 elettori hanno votato in 3.423.284 ovvero il 71,95 %; In base ai risultati del voto viene eletto presidente Nicola Zingaretti.

## Cronologia
Dopo la prima candidatura a presidente, che è quella di Nicola Zingaretti, ex presidente della provincia di Roma, per il Partito Democratico, il 9 dicembre 2012 arriva la candidatura di Francesco Storace, leader de La Destra e già presidente della regione dal 2000 al 2005.
Sempre il 9 dicembre 2012 viene ufficializzata la candidatura a presidente per il Movimento 5 Stelle di Davide Barillari attraverso il blog di Beppe Grillo.
Il 10 dicembre 2012 anche il segretario della Fiamma Tricolore Luca Romagnoli decide di annunciare la candidatura per la Fiamma dell'avvocato Giuseppe La Bella a presidente della regione..
Il 16 dicembre 2012 il movimento CasaPound Italia, che fin da settembre aveva dichiarato la sua partecipazione alle regionali, presenta il suo candidato, il vicepresidente Simone Di Stefano.
Il 14 gennaio 2013 Silvio Berlusconi annuncia che Francesco Storace è il candidato di tutto il centro-destra.
Per la coalizione di Monti la candidata sarà Giulia Bongiorno, mentre per "Rivoluzione Civile" dell'ex pm Antonio Ingroia il candidato è Sandro Ruotolo, giornalista televisivo e volto noto del programma Servizio Pubblico.
Il 31 gennaio il Tar del Lazio ha riammesso alla competizione elettorale la Lista Amnistia Giustizia Libertà. Il candidato presidente è Giuseppe Rossodivita.

## I candidati alla presidenza
- Nicola Zingaretti, appoggiato da Partito Democratico, Sinistra Ecologia Libertà, Partito Socialista Italiano, Lista Zingaretti e Centro Democratico;
- Francesco Storace, appoggiato da La Destra, Lista Storace, Il Popolo della Libertà, Fratelli d'Italia, Alleanza di Centro, Grande Sud, Fronte Verde - Tutti Insieme per l'Italia[10][11], Moderati in Rivoluzione, Rete Liberal[12][13][14], Federazione dei Cristiano Popolari e Movimento Cittadini e Lavoratori;
- Giulia Bongiorno, Lista Civica per Bongiorno Presidente (UdC-FLI);
- Luca Romagnoli, Fiamma Tricolore;
- Simone di Stefano, CasaPound;
- Pino Strano, Rete dei Cittadini[15];
- Alessandra Baldassari, Fare per Fermare il Declino;
- Davide Barillari, Movimento 5 Stelle[16][17];
- Sandro Ruotolo, Rivoluzione Civile[18][19][20];
- Roberto Fiore, Forza Nuova;
- Giuseppe Rossodivita, Lista Amnistia Giustizia Libertà;
- Luigi Sorge, Partito Comunista dei Lavoratori.

## Risultati elettorali
|                                                                 | Nicola Zingaretti (Per il Lazio) ✔️ Presidente                  | 1 330 398                                                       | 40,65 | Partito Democratico                   | 834 286   | 29,72 | 13 |  |  |
| Lista civica Nicola Zingaretti Presidente                       | Nicola Zingaretti (Per il Lazio) ✔️ Presidente                  | 1 330 398                                                       | 40,65 | 126 646                               | 4,51      | 2     |    |  |  |
| Sinistra Ecologia Libertà                                       | Nicola Zingaretti (Per il Lazio) ✔️ Presidente                  | 1 330 398                                                       | 40,65 | 103 692                               | 3,69      | 1     |    |  |  |
| Partito Socialista Italiano                                     | Nicola Zingaretti (Per il Lazio) ✔️ Presidente                  | 1 330 398                                                       | 40,65 | 55 588                                | 1,98      | 1     |    |  |  |
| Centro Democratico                                              | Nicola Zingaretti (Per il Lazio) ✔️ Presidente                  | 1 330 398                                                       | 40,65 | 48 748                                | 1,74      | 1     |    |  |  |
| Seggi assegnati alla lista regionale                            | Seggi assegnati alla lista regionale                            | Seggi assegnati alla lista regionale                            | 40,65 | 11                                    |           |       |    |  |  |
|                                                                 | Francesco Storace (Lazio 2013)                                  | 959 683                                                         | 29,32 | Il Popolo della Libertà               | 595 220   | 21,20 | 9  |  |  |
| Fratelli d'Italia - Centrodestra Nazionale                      | Francesco Storace (Lazio 2013)                                  | 959 683                                                         | 29,32 | 107 731                               | 3,84      | 1     |    |  |  |
| La Destra                                                       | Francesco Storace (Lazio 2013)                                  | 959 683                                                         | 29,32 | 94 113                                | 3,35      | 1     |    |  |  |
| Lista Storace Presidente                                        | Francesco Storace (Lazio 2013)                                  | 959 683                                                         | 29,32 | 45 997                                | 1,64      | 1     |    |  |  |
| Lega Centro                                                     | Francesco Storace (Lazio 2013)                                  | 959 683                                                         | 29,32 | 32 979                                | 1,17      | –     |    |  |  |
| Federazione dei Cristiano Popolari                              | Francesco Storace (Lazio 2013)                                  | 959 683                                                         | 29,32 | 18 176                                | 0,65      | –     |    |  |  |
| Movimento Cittadini e Lavoratori                                | Francesco Storace (Lazio 2013)                                  | 959 683                                                         | 29,32 | 10 959                                | 0,39      | –     |    |  |  |
| Moderati in Rivoluzione                                         | Francesco Storace (Lazio 2013)                                  | 959 683                                                         | 29,32 | 8 213                                 | 0,29      | –     |    |  |  |
| Grande Sud                                                      | Francesco Storace (Lazio 2013)                                  | 959 683                                                         | 29,32 | 3 905                                 | 0,14      | –     |    |  |  |
| Fronte Verde - Tutti insieme per l'Italia                       | Francesco Storace (Lazio 2013)                                  | 959 683                                                         | 29,32 | 2 021                                 | 0,07      | –     |    |  |  |
| Rinnovatori Liberali - Rete Liberal                             | Francesco Storace (Lazio 2013)                                  | 959 683                                                         | 29,32 | 1 083                                 | 0,04      | –     |    |  |  |
| Alleanza di Centro                                              | Francesco Storace (Lazio 2013)                                  | 959 683                                                         | 29,32 | 464                                   | 0,02      | –     |    |  |  |
| Seggio assegnato al candidato presidente classificatosi secondo | Seggio assegnato al candidato presidente classificatosi secondo | Seggio assegnato al candidato presidente classificatosi secondo | 29,32 | 1                                     |           |       |    |  |  |
|                                                                 | Davide Barillari                                                | 661 865                                                         | 20,22 | Movimento 5 Stelle                    | 467 249   | 16,64 | 7  |  |  |
|                                                                 | Giulia Bongiorno                                                | 154 986                                                         | 4,74  | Bongiorno Presidente (SC - UdC - FLI) | 124 244   | 4,43  | 2  |  |  |
|                                                                 | Sandro Ruotolo                                                  | 71 219                                                          | 2,18  | Rivoluzione Civile                    | 58 685    | 2,09  | –  |  |  |
|                                                                 | Simone Di Stefano                                               | 26 057                                                          | 0,80  | CasaPound                             | 18 491    | 0,66  | –  |  |  |
|                                                                 | Alessandra Baldassari                                           | 18 772                                                          | 0,57  | Fare per Fermare il Declino           | 14 315    | 0,51  | –  |  |  |
|                                                                 | Giuseppe Rossodivita                                            | 14 567                                                          | 0,45  | Lista Amnistia Giustizia Libertà      | 10 956    | 0,39  | –  |  |  |
|                                                                 | Roberto Fiore                                                   | 12 168                                                          | 0,37  | Forza Nuova                           | 7 774     | 0,28  | –  |  |  |
|                                                                 | Luca Romagnoli                                                  | 11 245                                                          | 0,34  | Fiamma Tricolore - Destra Sociale     | 7 473     | 0,27  | –  |  |  |
|                                                                 | Luigi Sorge                                                     | 8 980                                                           | 0,27  | Partito Comunista dei Lavoratori      | 5 886     | 0,21  | –  |  |  |
|                                                                 | Giuseppe Strano                                                 | 2 802                                                           | 0,09  | Rete dei Cittadini                    | 2 536     | 0,09  | –  |  |  |
| Totale                                                          | Totale                                                          | 3 272 742                                                       | 100   |                                       | 2 807 430 | 100   | 50 |  |  |
|                                                                 |                                                                 |                                                                 |       |                                       |           |       |    |  |  |
| Voti non validi                                                 | Voti non validi                                                 | 150 542                                                         | 4,40  |                                       |           |       |    |  |  |
| Votanti                                                         | Votanti                                                         | 3 423 284                                                       | 71,96 |                                       |           |       |    |  |  |
| Elettori                                                        | Elettori                                                        | 4 757 508                                                       |       |                                       |           |       |    |  |  |

## Consiglieri eletti
| Collegio  | Lista                       | Eletto                                   | Preferenze |
| --------- | --------------------------- | ---------------------------------------- | ---------- |
| Lazio     | Partito Democratico         | Nicola Zingaretti (Presidente eletto)    |            |
| Lazio     | Per il Lazio                | Cristiana Avenali                        |            |
| Lazio     | Per il Lazio                | Daniela Bianchi                          |            |
| Lazio     | Per il Lazio                | Marta Bonafoni                           |            |
| Lazio     | Per il Lazio                | Cristian Carrara                         |            |
| Lazio     | Per il Lazio                | Baldassarre Favara                       |            |
| Lazio     | Per il Lazio                | Rosa Giancola                            |            |
| Lazio     | Per il Lazio                | Gian Paolo Manzella                      |            |
| Lazio     | Per il Lazio                | Daniele Mitolo                           |            |
| Lazio     | Per il Lazio                | Maria Teresa Petrangolini                |            |
| Lazio     | Per il Lazio                | Riccardo Valentini                       |            |
| Lazio     | La Destra                   | Francesco Storace (Secondo classificato) |            |
| Roma      | Partito Democratico         | Daniele Leodori                          | 22.748     |
| Roma      | Partito Democratico         | Massimiliano Valeriani                   | 18.202     |
| Roma      | Partito Democratico         | Marco Vincenzi                           | 16.069     |
| Roma      | Partito Democratico         | Mario Ciarla                             | 14.278     |
| Roma      | Partito Democratico         | Rodolfo Lena                             | 13.110     |
| Roma      | Partito Democratico         | Eugenio Patanè                           | 12.603     |
| Roma      | Partito Democratico         | Gianfranco Zambelli                      | 12.177     |
| Roma      | Partito Democratico         | Fabio Bellini                            | 10.794     |
| Roma      | Partito Democratico         | Simone Lupi                              | 9.631      |
| Roma      | Partito Democratico         | Riccardo Agostini                        | 9.307      |
| Roma      | Lista Zingaretti            | Michele Baldi                            | 13.936     |
| Roma      | Lista Zingaretti            | Gianluca Quadrana                        | 6.205      |
| Roma      | Sinistra Ecologia Libertà   | Gino De Paolis                           | 5.549      |
| Roma      | Centro Democratico          | Piero Petrassi                           | 1.929      |
| Roma      | Partito Socialista Italiano | Oscar Tortosa                            | 3.283      |
| Roma      | Il Popolo della Libertà     | Luca Gramazio                            | 18.736     |
| Roma      | Il Popolo della Libertà     | Giuseppe Emanuele Cangemi                | 15.790     |
| Roma      | Il Popolo della Libertà     | Pietro Di Paolantonio                    | 14.136     |
| Roma      | Il Popolo della Libertà     | Antonio Aurigemma                        | 12.322     |
| Roma      | Il Popolo della Libertà     | Adriano Palozzi                          | 12.089     |
| Roma      | Il Popolo della Libertà     | Fabio De Lillo                           | 9.852      |
| Roma      | La Destra                   | Fabrizio Santori                         | 4.144      |
| Roma      | Fratelli d'Italia           | Giancarlo Righini                        | 5.922      |
| Roma      | Lista Storace               | Olimpia Tarzia                           | 2.951      |
| Roma      | Movimento 5 Stelle          | Davide Barillari                         | 16.896     |
| Roma      | Movimento 5 Stelle          | Devid Porrello                           | 2.718      |
| Roma      | Movimento 5 Stelle          | Valentina Corrado                        | 2.441      |
| Roma      | Movimento 5 Stelle          | Gianluca Perilli                         | 1.609      |
| Roma      | Movimento 5 Stelle          | Silvano Denicolò                         | 1.553      |
| Roma      | Bongiorno Presidente        | Pietro Sbardella                         | 8.935      |
| Frosinone | Il Popolo della Libertà     | Mario Abbruzzese                         | 15.501     |
| Frosinone | Partito Democratico         | Mauro Buschini                           | 15.683     |
| Frosinone | Bongiorno Presidente        | Marino Fardelli                          | 6.944      |
| Latina    | Il Popolo della Libertà     | Giuseppe Simeone                         | 14.695     |
| Latina    | Partito Democratico         | Enrico Maria Forte                       | 12.408     |
| Latina    | Movimento 5 Stelle          | Gaia Pernarella                          | 1.388      |
| Viterbo   | Partito Democratico         | Enrico Panunzi                           | 14.498     |
| Viterbo   | Il Popolo della Libertà     | Daniele Sabatini                         | 4.213      |
| Viterbo   | Movimento 5 Stelle          | Silvia Blasi                             | 3.045      |